# Auchquorthies

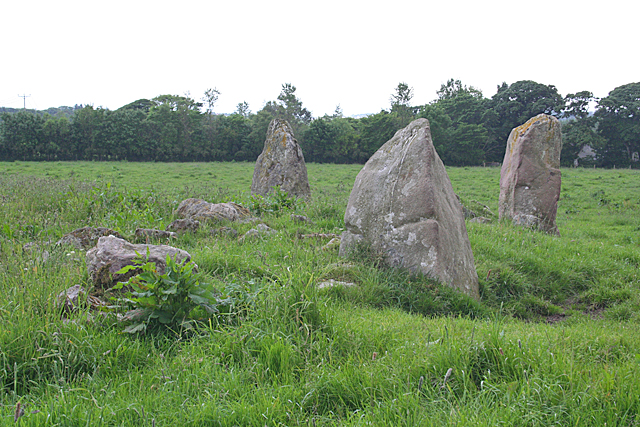
Aquhorties

Auchquorthies (auch Aquhorties Nord oder Hillhead von Aquhorties) ist ein Steinkreis vom Typ Recumbent Stone Circle (RSC), der südlich von Aberdeen etwa 700 Meter westlich der A90 in Banchory-Devenick, gegenüber von Portlethen in Kincardineshire in Schottland liegt. Der seltene, doppelte Kreis im Weide- und Ackerland liegt auf einer trapezoiden, endgerundeten Plattform von 23 m × 40 m. Etwa 300 m südöstlich liegt Old Bourtreebush, ein weiterer Steinkreis. Seit 1925 ist die Anlage als Bodendenkmal geschützt.

## Forschungsgeschichte
Auchquorthies wird erstmals in einem Bericht von 1791 erwähnt. 1829 veröffentlichte Logan eine Zeichnung, auf der der Flankenstein östlich des „ruhenden Steins“ bereits fehlt. Er stellt als erster fest, dass die ruhenden Steine auf der Außenseite stets völlig glatt (bearbeitet) sind. Thomson gibt die Maße der drei Steinringe an und berichtet über Grabungen am „ruhenden Stein“ die keine Funde erbrachten. Im innersten Kreis fand er Holzkohle, halb kalzinierte Knochen, schwarze ölige Erde und Bruchstücke einer Vase. Schmied erwähnt 1880, dass Auchquorthies „Feld des Mangels“ bedeutet. Der Steinkreis wurde auch von Fred Coles untersucht, der 1899 einen ersten Überblick über die schottischen Kreise veröffentlicht. Er gibt genaue Maße der Anlage an und stellt fest, dass der ruhende Stein über zehn Tonnen wiegt. Die so genannte Plattform beschreibt A. Burl als, „künstliche unregelmäßige steinige Plattform, die zur Nivellierung geschaffen wurde“. Tatsächlich ist die „Plattform“ eine natürliche Kuppe, deren Rand jedoch durch die Steinfassung akzentuiert wird.

## Beschreibung
Bereits 1791 wurde auf der Ostseite zwischen dem äußeren Rand und dem Innenkreis eine 0,9 m lange und 0,45 m breite Steinkiste mit einer Urne entdeckt. Der Kreis besteht aus drei konzentrischen Steinringen.

## Der Außenkreis
Etwa zwölf Steine des äußeren etwa 24 m messenden Kreises befinden sich in situ. Die Kreissteine, aus lokalem rötlichen Granit sind in der Höhe abgestuft, von 2,4 m im Südwesten auf 1,1 m im Norden. Die zehn größten Steine zeigen das Bild der Höhensortierung, das typisch für diesen Typ ist am deutlichsten.

## Der ruhende Stein
Der ruhende Stein liegt nicht auf dem äußeren Kreisumfang, sondern etwa drei Meter weiter innen. Das ist ein Merkmal der Kreise von Kincardineshire. Er misst 2,8 m × 1,3 m und ist etwa 0,8 m dick. Der westliche Flankenstein ist 1,7 m hoch. Beide Steine sind aus grauem Granit, der viele Quarzeinschlüsse enthält. Die Verwendung gleichen Steinmaterials für dieses Hauptelemente des Kreises ist ungewöhnlich. Eine Abnormität ist, dass durch Reihen kleiner Steine zwischen den beiden benachbarten Kreissteinen und den Flankensteinen eine Art Vorhof gebildet wird. Das dadurch geschaffene trapezoide Gebiet auf der glatten Seite des ruhenden Steins erinnert an die Vorhöfe von Megalithanlagen.

## Der Innenkreis
Der größtenteils intakte Innenkreis von etwa 15,4 m Durchmesser wird durch eng aneinandergrenzende Steine gebildet. Diese Steine, im Höhenbereich zwischen 0,7 und 0,3 m liegend, sind in derselben Weise höhengeordnet wie diejenigen des Außenkreises. Der Innenkreis ist im Bereich des „liegenden Steins“ unterbrochen. Der westliche Flankenstein ist allerdings mit dem Innenring durch einen 1,8 m langen Stein verbunden. Im Plan von Fred Cole von 1899 verband ein ähnlicher, jetzt verschwundener Stein den bereits damals abgängigen östlichen Flankenstein mit dem Innenkreis, so dass eine Raumbucht entstand.

## Der Innenhügel
Der innere Steinkreis eines zentralen Steinhügels von etwa 3,2 m Durchmesser ist bis auf fünf rechteckige Platten von 0,7 m Höhe verschwunden. Die Masse der kleinen Felsblöcke, die den Raum zwischen den Steinringen ausgefüllt hat, ist bereits vor langer Zeit entfernt worden.

## Die Steinkreise am River Dee
Die Steinkreise von Deeside bilden eine Gruppe von Recumbent Stone Circle (RSC). Ungefähr 100 von ihnen wurden zwischen 2500 und 1500 v. Chr. in Aberdeenshire errichtet. Die Ensembles der "ruhenden Steine" liegen in der Regel im Südosten und (normalerweise) auf dem Ringverlauf.